# Cyanixia socotrana
Cyanixia socotrana (Hook.f.) Goldblatt & J.C.Manning – gatunek roślin należący do monotypowego rodzaju Cyanixia Goldblatt & J.C.Manning z rodziny kosaćcowatych (Iridaceae), występujący endemicznie na należącej do Jemenu wyspie Sokotra na Oceanie Indyjskim, gdzie jest częsta na wapiennych płaskowyżach oraz rzadsza na glebach granitowych w Górach Hajhir na wysokości 500–900 m n.p.m.
Nazwa naukowa rodzaju jest złożeniem greckiego słowa κυανoῦς (kianos – niebieski) oraz nazwy rodzaju Iksja (Ixia) z tej samej podrodziny.

## Morfologia
PokrójRośliny zielne o wysokości 8–10 cm.
PędyPodziemna bulwocebula o średnicy 1–2 cm, pokryta siatkowatą tuniką złożoną z ciemnobrązowych, grubych włókien. Łodyga wyprostowana, krótka, nierozgałęziona.
LiścieOd 3 do 5 lancetowatych liści o wymiarach 5–11 × 0,7–1 cm, o stopniowo zaostrzonym wierzchołku, lekko szorstko brodawkowatych.
KwiatyOd 1 do 2 zebranych w kłos, wsparte przysadkami o długości 2,5–7 cm, z długimi liściowatymi wyrostkami. Okwiat promienisty, jasnoniebiesko-fioletowy, jaśniejszy dośrodkowo, bezzapachowy. Listki okwiatu zrośnięte na długości ok. 3 cm tworzą smukłą rurkę, powyżej wolne i rozchylone na długości ok. 2,5 mm, lancetowato-eliptyczne. Pręciki ułożone symetrycznie, nitki na wpół wzniesione, o długości 3 mm. Pylniki równowąskie, o długości 3 mm, niebieskie. Szyjka słupka rozgałęzia się na końcu na trzy smukłe ramiona długości 3 mm.
OwoceTorebki zawierające mniej więcej kuliste nasiona o wymiarach ok. 2 × 1,8 mm.

## Systematyka
Rodzaj z plemienia Watsonieae, z podrodziny Crocoideae z rodziny kosaćcowatych (Iridaceae).